# Кукурузно брашно
Кукурузно брашно се добија млевењем кукуруза.

## Млевење кукуруза
Поступком суве прераде кукуруза добија се низ производа који имају различите намене у производњи хране, а сам поступак састоји се од четири фазе:
 
1. припрема зрна за млевење – одстрањивање страних примеса (феромагнетне примесе, грубе и ситне примесе), обрада водом и паром (ради повећања садржаја влаге у зрну и омекшавања клице);

2. исклицавање – одстрањивање клице, омотача и вршних капица;

3. уситњавање и разврставање млива – сушење до 15-16% влаге, разврставање на фракције.

На овај начин добија се пет група производа, који се разликују по облику и величини честица, као и по хемијском саставу, а то су: гритс, крупица, брашно, сточно брашно и клица.
Млевењем целог зрна кукуруза без одстрањивања клица и омотача добија се интегрално кукурузно брашно, које има већи садржај масноћа, влакана и нутријената, али је хемијски нестабилније и подложније ужеглости.
Бело кукурузно брашно добија се од белог кукуруза. 

## Физичко-хемијски састав кукурузног брашна
Физичко-хемијски састав кукурузног брашна (исклицаног кукуруза)

- влага 15%
- масти 3% (5 г/100г)
- засићене масне киселине 0,3 г/100г (0,8 г/100г)
- угљени хидрати 72,91/100г (73,2 г/100г)
- шећери 1,36 г/100г (1,2 г/100г)
- протеини 5,07 г/100г (8,2 г/100г)
- влакна 7,1 г/100г

Параметри квалитета ЗП брашна кукуруза жутог зрна (цело зрно)

- протеини 11 г/100г
- уље 3,5 г/100г
- влакна 7,1 г/100г
- угљени хидрати 67,1 г/100г
- каротеноиди 26,5 мг ЦГЕ/кг
- токофероли 41 мг/кг
- ниацин 10,1 мг/100г
- калијум 294 мг/100г
- магнезијум 119 мг/100г
- цинк 17,3 мг/кг

Кукурузно брашно садржи низ основних хранљивих материја – извор је тиацина, рибофлавина, ниацина, пантотенске киселине, фолата и витамина Б6, Е и К. Садржи влакна, каротеноиде, 18 аминокиселина и есенцијалних минерала (цинк, гвожђе, магнезијум, фосфор, селен и др.). Садржи мало калорија, убрзава метаболизам и регулише варење.
Кукурузно брашно не садржи глутен, садржи много влакана, протеина и антиоксиданаса, лако се вари. Али садржи и фитинску киселину која везује одређене нутријенте и спречава организам да их апсорбује и искористи у целости.

## Јела од кукурузног брашна
Најпознатија јела од кукурузног брашна су качамак, проја и палента. Због недостатка глутена, за дизана теста се кукурузно брашно мора мешати са другим врстама брашна, тако да се на тај начин може користити и за припрему хлеба, колача, тестенина, пица, тортиља, и др.

## Кукурузно брашно као лек
Кукурузно брашно снижава холестерол и високи крвни притисак. одлично је за чишћење црева и хемороиде. Јача имуни систем и подстиче мршављење и добро је за опште здравље организма. У рецептима наших бака користило се за снижавање повишене телесне температуре. Висок садржај влакана подстиче мршављење. Пилинг за лице од овог брашна је одличан за отклањање нечистоћа и одумрлих честица.